# Allendale (Michigan)
Allendale is een plaats (census-designated place) in de Amerikaanse staat Michigan, en valt bestuurlijk gezien onder Ottawa County.

## Demografie
Bij de volkstelling in 2000 werd het aantal inwoners vastgesteld op 11.555.

## Geografie
Volgens het United States Census Bureau beslaat de plaats een oppervlakte van
61,4 km², waarvan 59,1 km² land en 2,3 km² water. Allendale ligt op ongeveer 199 m boven zeeniveau.

## Plaatsen in de nabije omgeving
De onderstaande figuur toont nabijgelegen plaatsen in een straal van 20 km rond Allendale.